# Script for a Jester's Tear
Albums de Marillion
Fugazi
(1984)
Singles
1. He Knows You Know
Sortie : 1er février 1983
2. Garden Party
Sortie : 6 juin 1983

Script For A Jester's Tear  (Scénario pour une larme de bouffon) est le premier album studio du groupe britannique de rock néo-progressif Marillion sorti en 1983. Une version remasterisée 2 CD est également sortie en 1997. Beaucoup de spécialistes considèrent cet album comme l'album fondateur du rock néo-progressif.

## Enregistrement et production
En octobre 1982, Marillion s'est déjà fait connaître par le single, Market Square Heroes et le groupe entre au Marquee studios à Londres en décembre 82 avec le producteur anglais, Nick Tauber (Thin Lizzy, Toyah) pour l'enregistrement de son premier album. C'est en mars 1983 que parait Script For A Jester's Tear sur le label EMI.
Il est également le seul album du groupe auquel participera le batteur Mick Pointer. En effet, celui-ci quittera le groupe peu de temps après.

## Musique et textes
L'album alterne chansons assez "hard" (He Knows You Know, Forgotten Sons), chanson très sombre (Chelsea Monday) ou encore longue ballade progressive (Script For A Jester's Tear).
Les thèmes abordés sur cet album sont très variés : la déception amoureuse sur la chanson éponyme, la drogue et ses conséquences sur He Knows You Know, la satire de la Garden Party de la Reine d'Angleterre sur Garden Party ou encore la guerre en Irlande du Nord sur Forgotten Sons.
Le style de cet album se rapproche beaucoup du style du groupe Genesis à ses débuts mais en plus accessible. Les textes, écrits par Fish, sont extrêmement riches et forgeront la réputation de poète du chanteur écossais. Steve Rothery fait aussi très bonne impression par son talent de guitariste.

## Réception
La réception de cet album par les médias est très mitigée, certains voyant en Marillion qu'une pâle copie du groupe Genesis alors que d'autres voient en lui la relève du rock progressif anglais. Néanmoins le public est conquis et l'album atteint la 7e place dans les charts britanniques où il reste classé pendant 31 semaines.
La chanson Garden Party est très mal accueillie par la noblesse anglaise de l'époque qui la considère comme trop provocatrice.
Les chansons Garden Party (#16) et He Knows You Know (#35) entrent dans le Top 40 britannique. L'album est certifié, disque de platine au Royaume-Uni avec plus de 300 000 exemplaires vendus.

## Pochette
La pochette de l'album, très connue, est dessinée par l'artiste anglais Mark Wilkinson.

## Liste des titres
Tous les textes sont signés par Fish.

### Album original
| 1. | Script for a Jester's Tears | Fish, Mark Kelly, Mick Pointer, Steve Rothery, Pete Trewavas         | 8:42 |
| 2. | He Knows You Know           | Fish, Kelly, Pointer, Rothery, Trewavas, Diz Minnitt, Brian Jelliman | 5:23 |
| 3. | The Web                     | Fish, Kelly, Pointer, Rothery, Trewavas, Minnitt, Jelliman           | 8:52 |

| 4. | Garden Party   | Fish, Kelly, Pointer, Rothery, Trewavas, Minnitt, Jelliman | 7:19 |
| 5. | Chelsea Monday | Fish, Kelly, Pointer, Rothery, Trewavas, Minnitt           |      |
| 6. | Forgotten Sons | Fish, Kelly, Pointer, Rothery, Trewavas, Minnitt, Jelliman | 8:23 |

### Version remasterisée 1997
| 1. | Script For A Jester's Tear | 8:42 |
| 2. | He Knows You Know          | 5:23 |
| 3. | The Web                    | 8:52 |
| 4. | Garden Party               | 7:19 |
| 5. | Chelsea Monday             | 8:17 |
| 6. | Forgotten Sons             | 8:23 |

| 1. | Market Square Heroes (Battle Priest version) | Fish, Rothery, Trewavas, Kelly, Pointer, Minnitt           | 4:17  |
| 2. | Three Boats Down From The Candy              | Fish, Rothery, Trewavas, Kelly, Pointer, Minnitt           | 4:30  |
| 3. | Grendel (Fair Deal Studios version)          | Fish, Kelly, Pointer, Rothery, Trewavas, Minnitt, Jelliman | 19:08 |
| 4. | Chelsea Monday (Manchester Square Demo)      | Fish, Kelly, Pointer, Rothery, Trewavas, Minnitt           | 6:52  |
| 5. | He Knows You Know (Manchester Square Demo)   | Fish, Kelly, Pointer, Rothery, Trewavas, Minnitt, Jelliman | 4:28  |
| 6. | Charting the Single                          | Fish, Kelly, Pointer, Rothery, Trewavas                    | 4:51  |
| 7. | Market Square Heroes (Alternative version)   | Fish, Rothery, Trewavas, Kelly, Pointer, Minnitt           | 4:48  |

### Version remasterisée 2020
| 1. | Script For A Jester's Tear | 8:42 |
| 2. | He Knows You Know          | 5:23 |
| 3. | The Web                    | 8:52 |
| 4. | Garden Party               | 7:19 |
| 5. | Chelsea Monday             | 8:17 |
| 6. | Forgotten Sons             | 8:23 |

| 1. | Market Square Heroes            | Fish, Rothery, Trewavas, Kelly, Pointer, Minnitt           | 4:16  |
| 2. | Three Boats Down From The Candy | Fish, Rothery, Trewavas, Kelly, Pointer, Minnitt           | 4:30  |
| 3. | Grendel                         | Fish, Kelly, Pointer, Rothery, Trewavas, Minnitt, Jelliman | 17:17 |
| 4. | Charting the Single             | Fish, Kelly, Pointer, Rothery, Trewavas                    | 4:52  |

| 1. | Garden Party                    | Fish, Kelly, Pointer, Rothery, Trewavas, Minnitt, Jelliman | 8:46  |
| 2. | Three Boats Down from the Candy | Fish, Kelly, Pointer, Rothery, Trewavas                    | 5:24  |
| 3. | Grendel                         | Fish, Kelly, Pointer, Rothery, Trewavas, Minnitt, Jelliman | 19:24 |
| 4. | Chelsea Monday                  | Fish, Kelly, Pointer, Rothery, Trewavas                    | 9:14  |
| 5. | He Knows You Know               | Fish, Kelly, Pointer, Rothery, Trewavas, Minnitt, Jelliman | 5:31  |

| 1. | The Web                    | Fish, Kelly, Pointer, Rothery, Trewavas, Minnitt, Jelliman | 11:23 |
| 2. | Script for a Jester's Tear | Fish, Kelly, Pointer, Rothery, Trewavas                    | 9:35  |
| 3. | Forgotten Sons             | Fish, Kelly, Pointer, Rothery, Trewavas, Minnitt, Jelliman | 11:25 |
| 4. | Market Square Heroes       | Fish, Kelly, Pointer, Rothery, Trewavas, Minnitt           | 5:27  |
| 5. | Margaret                   | Fish, Kelly, Pointer, Rothery, Trewavas                    | 6:43  |

## Musiciens
Marillion
- Fish - chant, textes
- Steve Rothery - guitares
- Pete Trewavas - basse
- Mark Kelly - claviers
- Mick Pointer - batterie, percussions

Musiciens additionnels
- The Marquee Club's Parents Association Children's Choir - chœurs sur Forgotten Sons
- Peter Cockburn - voix additionnelle sur Forgotten Sons

## Production
- Nick Tauber - production
- Simon Hanhart - enregistrement et montage
- Mark Wilkinson - artwork
- Peter Mew et Mark Kelly - remasterisation

## Charts & certification
| Année | Pays         | Durée du classement | Meilleur classement |
| ----- | ------------ | ------------------- | ------------------- |
| 1983  | Canada       | 16 semaines         | 51e                 |
| 1983  | États-Unis   | 7 semaines          | 175e                |
| 1983  | Royaume-Uni  | 31 semaines         | 7e                  |
| 1983  | Suède        | 1 semaine           | 42e                 |
| 2020  | Allemagne    | 2 semaines          | 5e                  |
| 2020  | Belgique (W) | 1 semaine           | 181e                |
| 2020  | Espagne      | 1 semaine           | 49e                 |
| 2020  | Pays-Bas     | 1 semaine           | 56e                 |
| 2020  | Royaume-Uni  | 1 semaine           | 35e                 |

| Pays        | Ventes    | Certification | Date       |
| ----------- | --------- | ------------- | ---------- |
| Royaume-Uni | 60 000 +  | Argent        | 09/09/1983 |
| Royaume-Uni | 100 000 + | Or            | 26/11/1985 |
| Royaume-Uni | 300 000 + | Platine       | 05/12/1997 |

Charts singles
| Année | Single            | Chart                  | Durée du classement | Position |
| ----- | ----------------- | ---------------------- | ------------------- | -------- |
| 1983  | He Knows You Know | UK Singles Chart       | 4 semaines          | 35e      |
| 1983  | He Knows You Know | Mainstream Rock Tracks | -                   | 21e      |
| 1983  | Garden party      | UK Singles Chart       | 7 semaines          | 16e      |